# Que sea rock
Que sea rock es el noveno y último álbum de estudio del grupo argentino de hard rock y heavy metal Riff, publicado en 1997 por Riff Records.

## Detalles
Este álbum marca la última producción del grupo, ya que el guitarrista, cantante, fundador y líder Pappo fallecería en febrero de 2005, en un accidente automovilístico, señalando el lógico fin de Riff como grupo activo.
Este trabajo incluye al cantante original de Riff, Juan García Haymes en coros, Haymes se alejó del grupo antes de la grabación del primer álbum de estudio, Ruedas de metal.
El CD fue grabado en los Estudios del Abasto al Pasto (Provincia de Buenos Aires) en 2 semanas, según contaba Pappo en una entrevista de mayo de 1997:
"No planificamos este álbum [...] En realidad, nunca planificamos nada. Nadie lo pensaba. Salió como tenía que salir, sin planes. Nos encontramos y lo grabamos en dos semanas. ¡Y mirá cómo suena! Nosotros no podemos ponernos horarios para encontrarnos. No decimos bueno, ensayamos el jueves a las tres... "

## Reediciones
Fue reeditado en 2001 como álbum doble, el segundo disco incluía canciones del concierto ofrecido por el grupo en el Estadio Obras Sanitarias de Buenos Aires, el 20 de octubre de 2001. 
Fue remasterizado y relanzado en 2016 (con el álbum en vivo incluido) por parte del sello Pop Art.
En el año 2021 fue editado por Pop Art como un LP doble de vinilo, incluyendo dos bonus tracks: "Tema de amor de Frankenstein" y "Casino Blues".

## Lista de canciones
- Todas las canciones escritas por Pappo, Vitico, Michel Peyronel y Boff Serafine.

| N.º   | Título                        | Duración |  |
| 1.    | «Que sea rock»                | 4:41     |  |
| 2.    | «No obstante lo cual»         | 2:38     |  |
| 3.    | «Bienvenida a mi lado oscuro» | 3:24     |  |
| 4.    | «Lily Malone»                 | 5:02     |  |
| 5.    | «Mala noche»                  | 4:05     |  |
| 6.    | «En la ciudad del gran río»   | 4:33     |  |
| 7.    | «Es tarde»                    | 2:37     |  |
| 8.    | «Sátiros sueltos»             | 4:17     |  |
| 9.    | «Vergüenza ajena»             | 3:36     |  |
| 10.   | «Larga distancia»             | 3:22     |  |
| 11.   | «En un harem de Agadir»       | 2:27     |  |
| 12.   | «Reza duro»                   | 4:06     |  |
| 13.   | «Tigre hotel»                 | 4:38     |  |
| 14.   | «Estamos hartos»              | 6:31     |  |
| 56:03 |                               |          |  |

Disco extra (reedición) En vivo Obras 20/10/2001
| N.º   | Título                      | Escritor(es)                                  | Duración |  |
| 1.    | «Necesitamos más acción»    | Pappo                                         | 4:05     |  |
| 2.    | «La Dama del Lago»          | Pappo                                         | 4.41     |  |
| 3.    | «No obstante lo cual»       | Pappo, Vitico, Michel Peyronel, Boff Serafine | 3:57     |  |
| 4.    | «Me tienen cansado»         | Pappo                                         | 2:46     |  |
| 5.    | «No detenga su motor»       | Pappo                                         | 4:09     |  |
| 6.    | «Reza duro»                 | Pappo, Vitico, Michel Peyronel, Boff Serafine | 4:23     |  |
| 7.    | «Es tarde»                  | Pappo, Vitico, Michel Peyronel, Boff Serafine | 2:40     |  |
| 8.    | «Lily Malone»               | Pappo, Vitico, Michel Peyronel, Boff Serafine | 5:19     |  |
| 9.    | «En la ciudad del gran río» | Pappo, Vitico, Michel Peyronel, Boff Serafine | 4.24     |  |
| 10.   | «Pantalla del mundo nuevo»  | Michel Peyronel                               | 10:46    |  |
| 11.   | «Mucho por hacer»           | Vitico                                        | 8:01     |  |
| 53:11 |                             |                                               |          |  |

## Créditos
- Pappo - Guitarra líder y voz
- Boff Serafine - Guitarra rítmica
- Vitico - Bajo y voz
- Michel Peyronel - Batería y voz

Músico invitado
- Juan García Haymes - Voz

Producción
- Álvaro Villagra - Ingeniero de sonido y productor
- David Santos - Masterización
- George Bray - Fotografía
- Rodrigo Peláez, Luciano Mazzei y Federico Mazzei - Diseño gráfico
- F. Giordano - Producción artística (CD 2 reedición)
- J. Cernuda - Producción ejecutiva (CD 2 reedición)